# Josep Borrell Aloy
Josep Borrell Aloy (Reus, 1916 - República Argentina, ?) va ser un escriptor i empresari català.
De jove es va dedicar al teatre com a actor i va ser col·laborador amb articles de crítica cultural i esportiva a algunes publicacions locals, com ara el Diario de Reus. Va dedicar-se també a la poesia i va participar en certamens i Jocs Florals. En la postguerra va formar part de la "Peña del Laurel", que es reunia al cafè del Teatre Bartrina, desvinculat aleshores del Centre de Lectura, que estava tancat per ordre governativa. D'aquesta penya en formaven part artistes reusencs de diferents disciplines: el músic Tous, els escriptors Bargalló, Amigó, Ardèvol, Arnavat, Martí Queixalós, el pintor Calderó, l'escultor Bofarull i d'altres. Però cap al 1943 s'enrolà a la Falange i arraconà la poesia catalana per substituir-la per la castellana. Va guanyar premis als Jocs Florals celebrats pel Frente de Juventudes a Terrassa, va traduir algunes obres del francès i va ocupar el càrrec de "Delegado de Propaganda del Movimiento". Cap a començaments dels anys cinquanta, després que l'Ajuntament de Reus li concedís la Medalla de la Ciutat, va marxar a Buenos Aires per dedicar-se a l'avicultura, en unes explotacions que tenia allà la granja Banús de Reus. Va morir en data i lloc indeterminats a la República Argentina.